# Сарагоса, Агустин
Агусти́н Сараго́са Ре́йна (исп. Agustín Zaragoza Reyna; 18 августа 1941, Сан-Луис-Потоси) — мексиканский боксёр средних весовых категорий, выступал за сборную Мексики в конце 1960-х — начале 1970-х годов. Бронзовый призёр летних Олимпийских игр в Мехико, дважды бронзовый призёр Панамериканских игр, победитель многих международных турниров и национальных первенств. Также известен как тренер по боксу и судья международной категории.

## Биография
Агустин Сарагоса родился 18 августа 1941 года в городе Сан-Луис-Потоси одноимённого штата. Активно заниматься боксом начал в раннем детстве, сразу стал показывать достойные результаты и был зачислен в основной состав национальной сборной. Первого серьёзного успеха на ринге добился в 1967 году, когда в среднем весе завоевал бронзовую медаль на Панамериканских играх в Виннипеге (в полуфинале проиграл кубинцу Роландо Гарбею). Благодаря череде удачных выступлений удостоился права защищать честь страны на домашних летних Олимпийских играх 1968 года, где в категории до 75 кг сумел дойти до стадии полуфиналов, проиграв советскому боксёру Алексею Киселёву.
Получив бронзовую олимпийскую медаль, Сарагоса ещё довольно долго продолжал выходить на ринг в составе сборной Мексики, принимая участие в крупнейших международных турнирах. Так, в 1971 году он ездил на Панамериканские игры в Кали, откуда привёз медаль бронзового достоинства (в полуфинальном матче второй средней весовой категории уступил американцу Джерри Отису). Оставался действующим спортсменом вплоть до 1975 года, после чего принял решение завершить карьеру боксёра. Агустин Сарагоса отказался от выступлений в профессиональном боксе, вместо этого он стал тренером и судьёй международной категории.